# Robert Catesby
Robert Catesby (ur. 1573 w Lapworth w Warwickshire, zm. 8 listopada 1605 w Holbeche House w Staffordshire) – główny organizator spisku prochowego, katolickiego sprzysiężenia mającego na celu wysadzenie króla Jakuba I i angielskiego parlamentu w 1605.

## Życiorys
Pochodził z żarliwie katolickiej rodziny; jego ojciec William był prześladowany przez urzędników Elżbiety I za odmowę dostosowania się do Kościoła Anglikańskiego. W 1601 został uwięziony i ukarany grzywną za udział w nieudanym powstaniu Roberta Devereux, hrabiego Essex. Po zwolnieniu zaczął promować hiszpańską inwazję na Anglię, za co ponownie został na krótko uwięziony na krótko przed śmiercią Elżbiety I w marcu 1603. Pokładał małą wiarę w obietnice tolerancji religijnej składane przez następcę Elżbiety I, Jakuba Stuarta. Już w maju 1603 wpadł na pomysł wysadzenia w powietrze zarówno króla, jak i parlamentu za pomocą eksplodującego prochu podłożonego pod budynkiem parlamentu i w styczniu zaczął gromadzić grupę żarliwych katolików, by urzeczywistnili ten pomysł, w tym Guya Fawkesa i Thomasa Percy’ego, krewnego hrabiego Northumberland. Jednak angielski rząd dowiedział się o spisku i w nocy na 5 listopada 1605 aresztował Fawkesa, a Catesby uciekł z Londynu i schronił się w Holbeche House w Staffordshire i został zabity, gdy stawił opór żołnierzom rządowym. Jego spisek prochowy nasilił antykatolickie nastroje w Anglii.